# Ungarische Eishockeyliga 1960/61
Die Saison 1960/61 war die 24. Spielzeit der ungarischen Eishockeyliga, der höchsten ungarischen Eishockeyspielklasse. Meister wurde zum insgesamt vierten Mal in der Vereinsgeschichte Ferencvárosi TC.

## Modus
In der Hauptrunde absolvierte jede der sechs Mannschaften insgesamt 15 Spiele. Der Erstplatzierte der Hauptrunde wurde Meister. Für einen Sieg erhielt jede Mannschaft zwei Punkte, bei einem Unentschieden gab es einen Punkt und bei einer Niederlage null Punkte.

## Hauptrunde

### Tabelle
|    | Klub                  | Sp | S  | U | N  | Tore   | Punkte |
| -- | --------------------- | -- | -- | - | -- | ------ | ------ |
| 1. | Ferencvárosi TC       | 15 | 11 | 2 | 2  | 110:54 | 24     |
| 2. | Vörös Meteor Budapest | 15 | 11 | 1 | 3  | 75:44  | 23     |
| 3. | Újpesti Dózsa SC      | 15 | 10 | 2 | 3  | 122:47 | 22     |
| 4. | BVSC Budapest         | 15 | 6  | 0 | 9  | 104:74 | 12     |
| 5. | Építõk Budapest       | 15 | 3  | 2 | 10 | 43:82  | 8      |
| 6. | Postás Budapest       | 15 | 0  | 1 | 14 | 40:193 | 1      |

Sp = Spiele, S = Siege, U = unentschieden, N = Niederlagen, OTS = Overtime-Siege, OTN = Overtime-Niederlage, SOS = Penalty-Siege, SON = Penalty-Niederlage